# Neuve-Chapelle Memorial
Neuve-Chapelle (Indian) Memorial is een Brits herdenkingsmonument gelegen in de gemeente Richebourg in het Franse Pas-de-Calais. Het ligt ongeveer 1 km ten zuidwesten van het centrum van Neuve-Chapelle, langs de weg van Estaires naar La Bassée. Het monument is opgericht voor de 4.657 Indische soldaten en arbeiders die hun leven lieten aan het Westelijk Front tijdens de Eerste Wereldoorlog maar geen gekend graf hebben. Het werd daar gebouwd omdat het Indian Corps in maart 1915 er voor het eerst als een zelfstandige eenheid deelnam aan een belangrijke veldslag.
Het monument werd ontworpen door Herbert Baker en op 7 oktober 1927 onthuld door Frederick Edwin Smith, toenmalig staatssecretaris voor India, in aanwezigheid van de maharadja van Karputhala, maarschalk Ferdinand Foch, Rudyard Kipling en een afvaardiging van Indische veteranen.

## Beschrijving
Het monument heeft een cirkelvormig grondplan omsloten door een muur met rastering, geïnspireerd door vroegere Indische heiligdommen. Een zuil van meer dan 4.5 m hoog verrijst boven de muur op een sokkel geflankeerd door twee tijgers. Boven op de zuil staat een gestileerde lotusbloem, de Britse keizerlijke kroon en de ster van India. Deze zuil werd ontworpen naar het voorbeeld van de zuilen die in heel India door keizer Ashkora in de 3e eeuw A.D. werden opgericht. Er staat volgende tekst op gegraveerd: "God is One, He is the Victory" met een vertaling in het Arabisch, Hindi en Gurmukhi. 
De toegang bestaat uit een rond poortgebouw met hekken en koepel. Daar tegenover staat een gelijkaardig gebouw waarin een bronzen plaat hangt met de namen van 210 militairen die in gevangenschap stierven en begraven werden in Zehrensdorf Indian Cemetery (Duitsland). Centraal staat de Stone of Remembrance. De namen van de vermisten staan op 44 panelen vermeld. 39 Indische militairen die gecremeerd zijn in Patcham Down, Essex worden hier ook vermeld.
Er hangt ook een paneel met de namen van 8 Indische militairen (waarvan 2 niet geïdentificeerde) uit de Tweede Wereldoorlog, die werden opgegraven in Sarrebourg French Military Cemetery Extension en gecremeerd. De inscriptie luidt: 1939 - 1945 In Honour of these soldiers who died in captivity in North-West Europe and whose mortal remains were Committed to Fire.

## Onderscheiden militairen
- William Arthur McCrae Bruce, luitenant bij de 59th Scinde Rifles (Frontier Force) werd onderscheiden met het Victoria Cross (VC). Tijdens een nachtelijke aanval in de omgeving van Givenchy op 19 december 1914 had hij het commando over een kleine groep bij de verovering van een vijandelijke loopgraaf. Hierbij werd hij gewond maar bleef voortdurend zijn manschappen aansporen om stand te houden bij herhaaldelijke tegenaanvallen waardoor zij de loopgraaf tot de morgenschemering konden behouden. Hij stierf op dezelfde dag aan zijn verwondingen. Hij was 24 jaar.
- Gobar Sing Negi , schutter bij het 39th Garhwal Rifles 2nd Bn werd onderscheiden met het Victoria Cross (VC). Op 10 maart 1915 veroverde hij tijdens een aanval op een vijandelijke stelling, gewapend met bajonet en handgranaten de voorste loopgraaf, onderzocht de verbindingsloopgraven en verdreef de vijand om hen te dwingen tot overgave. Hij was 21 jaar toen hij sneuvelde tijdens deze actie.
- C.E.D. Davidson-Houston, luitenant-kolonel bij de 58th Vaughan's Rifles (Frontier Force) werd onderscheiden met de Distinguished Service Order (DSO).